# Cenáculo de Meaux
El Cenáculo de Meaux (en fr., Cénacle de Meaux), también conocido como Grupo de Meaux o Círculo de Meaux, fue fundado en 1521 a instancias del obispo de esta ciudad de Francia Guillaume Briçonnet por su antiguo maestro y colaborador Jacques Lefèvre d'Étaples. Entre sus miembros más conocidos figuraron Guillaume Farel, Gérard Roussel, Pierre Caroli, Josse Clichtove, el poeta Clément Marot o el escritor François Rabelais.

## Un grupo humanista y evangélico
Tras ser nombrado obispo de Meaux el 31 de diciembre de 1515, Briçonnet fija su residencia en la ciudad en 1517.
Al año siguiente, sus exigencias espirituales lo llevan a iniciar una profunda reforma de la Iglesia, sobre todo a través de la instrucción del bajo clero de la época, la traducción a las distintas lenguas vernáculas del Nuevo Testamento, la vuelta a los principios del cristianismo primitivo y el conocimiento de la doctrina original de Cristo por medio de la lectura directa de los textos sagrados como única norma de fe y práctica cristianas. Era absolutamente necesario «conocer el Evangelio, seguir el Evangelio y dar a conocer a todos el Evangelio» (Lefèvre d'Étaples). Rechazan la devoción a los santos, el valor expiatorio de las indulgencias…, a la vez que abogan por una simplificación del culto y el uso del francés en la liturgia.
El mismo año en que se funda el grupo (1521), Briçonnet se convierte en director espiritual de Margarita de Navarra, hermana de Francisco I, con la que entabla una asidua correspondencia.
Pero los teólogos de La Sorbona, con el temido Noël Bédier a la cabeza, se oponen a estos principios al considerar que dejan el camino expedito a toda clase de interpretaciones «heréticas».
Ante tales expectativas, Briçonnet parece retractarse de sus opiniones y, en abril de 1523, manda expulsar a todos los predicadores establecidos en su diócesis –ya que «anunciaban al pueblo una falsa doctrina»–, en tanto que él mismo la abandona y se recluye en Basilea.

## Persecución y término
En 1524, Lefèvre d'Étaples, que acaba de publicar su traducción al francés del Nuevo Testamento, es atacado violentamente por miembros de la Facultad de Teología de París y el propio Parlamento. La aparición al año siguiente de sus Epîtres et Evangiles pour les cinquante et deux semaines de l'an desencadena las iras de La Sorbona, que ve en el escritor un fiel discípulo de Martín Lutero. Varios miembros del grupo son citados a declarar ante la Justicia.
Briçonnet es obligado a moderar sus posturas, especialmente en lo relativo al culto a la Virgen y los santos; Lefèvre es desterrado a Estrasburgo, Farel vuelve a Ginebra y Clément Marot es acusado de herejía y conducido al Châtelet de París.
Jean Leclerc, un cardador de lana, fue encarcelado por hereje y, tras un juicio rápido, condenado a ser azotado durante tres días seguidos y, por último, marcado en la frente con un hierro candente.
Pavannes Jacques, un joven estudiante, fue quemado en la Place de Grève.
Por último, el ermitaño de Livry-Gargan fue arrastrado hasta la capital para ser quemado lentamente frente a la catedral de Notre Dame. Al parecer, una gran multitud asistió a la ejecución. Mientras los doctores de La Sorbona gritaban «¡Se está condenando, va al infierno!», el ermitaño solo respondió: «Mi confianza está en Cristo, muero en la fe de mi Salvador».
Inmediatamente, Francisco I prohíbe la celebración de nuevas ejecuciones. En diciembre de 1525, se produce la disolución del grupo.